# هوهنزلشوو-گروس پینوو
هوهنزلشوو-گروس پینوو (به آلمانی: Hohenselchow-Groß Pinnow) یک شهر در آلمان است که در یوکرمرک واقع شده‌است. هوهنزلشوو-گروس پینوو ۸۸۲ نفر جمعیت دارد.